# Mariano Zuaznavar
Mariano Zuaznávar Arrascaeta, né à Azcoitia, le 7 décembre 1841 et mort à San Sebastian le 27 avril 1916, était un ingénieur des mines espagnol considéré comme un homme clé dans le développement des chantiers miniers dans le nord de l'Espagne à la fin du XIXe siècle.